# La Terre vue du ciel
La Terre vue du ciel – Nederlands: De aarde vanuit de hemel – is een Franse documentairefilm uit 2004 geregisseerd door Renaud Delourme. Hierin wordt de planeet aarde gepresenteerd door middel van even prachtige als alarmerende beelden over de toekomst.
De film is gebaseerd op foto's uit het fotoboek La Terre vue du ciel van de Franse fotograaf Yann Arthus-Bertrand. In de vertelling belicht hij de paradox tussen natuur en mens, en hoe de mens dit evenwicht verstoort: opmars van de woestijn naar steden, intensieve landbouw en veeteelt, leidend tot vervuiling en ontbossing.
De documentaire was de muzikale inspiratiebron voor het gelijknamig muziekstuk "La Terre vue du ciel" van de componist Armand Amar.

## Bron
- (nl)   La Terre vue du ciel op MovieMeter